# تاریخ روان‌شناسی
تاریخ روان‌شناسی به عنوانِ دانش مطالعهٔ رفتار و ذهن انسان به یونان باستان بازمی‌گردد. شواهدی نیز بر مطالعهٔ این دانش توسط مصری‌های باستان وجود دارد. دانش روان‌شناسی تا سال ۱۸۷۹ بخشی از فلسفه انگاشته می‌شد؛ تا زمانی که به عنوان دانشی مستقل در آلمان و آمریکا مورد مطالعه قرار گرفت. روان‌شناسی با دانش‌های فلسفه، جامعه‌شناسی، عصب‌شناسی، فیزیولوژی و به‌طور کلی دانش‌هایی که مربوط به علوم انسانی هستند، هم‌مرز است. در سال ۱۸۷۹، ویلهلم وونت اولین آزمایشگاه را برای انجام گرفتن تحقیقات روان‌شناسی در لایپزیگ (آلمان) تأسیس کرد. در سال ۱۸۸۱، وونت اولین مجله را برای معرفی نتیجه پژوهش‌های روان‌شناختی منتشر کرد. در سال ۱۸۹۰، ویلیام جیمز کتاب اصول روان‌شناسی را به چاپ رساند. در سال ۱۸۹۲، گرانویل استنلی هال انجمن روان‌شناسی آمریکا را تأسیس کرد. در سال ۱۹۰۴، ایوان پاولف نشان داد که چگونه می‌توان پاسخ‌های شرطی‌شده را ایجاد کرد و با معرفی شرطی شدن کلاسیک مسیر یا راه را برای پیدایش روان‌شناسی محرک-پاسخ هموار کرد. در سال ۱۹۰۵ آلفرد بینه اولین آزمون هوش را در فرانسه تدوین کرد. در سال ۱۹۰۹، استنلی هال از فروید برای سخنرانی در دانشگاه کلارک در آمریکا دعوت به عمل آورد و در نتیجه باعث شد شهرت رو به گسترش فروید به‌طور رسمی و به ویژه در آمریکا نیز پذیرفته شود. در سال ۱۹۱۳، جان بی. واتسون بیانیه رفتارگرایی کلاسیک را نوشت و طی آن اعلام کرد که روان‌شناسی تنها باید به مطالعه «رفتار قابل مشاهده موجود زنده» بپردازد. بین سال‌های ۱۹۱۴ و ۱۹۱۸ و در طی سال‌های جنگ جهانی اول به‌کارگیری آزمون هوش به‌طور گسترده آغاز شد. در دهه ۱۹۲۰ روان‌شناسی گشتالت به حداکثر نفوذ خود در بین روانشناسان و نیز علم روان‌شناسی نزدیک شد.